# Harold Liebowitz
Harold Liebowitz (* 25. Juni 1924 in Brooklyn, New York City; † 7. April 2004 in Tucson, Arizona) war ein US-amerikanischer Luftfahrtingenieur und von 1995 bis 1996 Präsident der National Academy of Engineering.

## Leben
Liebowitz wurde in eine jüdische Familie im New Yorker Stadtbezirk Brooklyn geboren. Er studierte Luftfahrttechnik am Polytechnic Institute of Brooklyn, wo er promoviert wurde. Später wechselte er an die George Washington University, an der er von 1968 bis 1991 Dekan der School of Engineering and Applied Science war. Daneben war er 20 Jahre am Office of Naval Research tätig.
Liebowitz war ein international anerkannter Fachmann auf dem Gebiet der Bruchmechanik mit besonderer Berücksichtigung der Sicherheit der in der Luft- und Raumfahrttechnik verwendeten Werkstoffe. Er war Herausgeber einer siebenbändigen Reihe über Bruchmechanik (Fracture: An Advanced Treatise), in der auch Beiträge von ihm erschienen. 1975 wurde er zum Mitglied der National Academy of Engineering (NAE) gewählt. 1995 wurde er Präsident der NAE, aber bereits 1996 nach internen Streitigkeiten wieder abgewählt.
Er war auswärtiges Mitglied der Ukrainischen Akademie der Wissenschaften.
Harold Liebowitz starb 2004 im Alter von 79 Jahren und wurde auf dem King David Memorial Garden im Fairfax County im US-Bundesstaat Virginia beigesetzt.

## Schriften (Auswahl)
- Harold Liebowitz (Hrsg.): Fracture: An Advanced Treatise, Vol. I: Microscopic and Macroscopic Fundamentals. Academic Press, New York, San Francisco, London 1968, S. 597.
- Harold Liebowitz (Hrsg.): Fracture. An Advanced Treatise, Vol II: Mathematical Fundamentals. Academic Press, New York, San Francisco, London 1968, S. 759.
- Harold Liebowitz (Hrsg.): Fracture. An Advanced Treatise. Vol. IV: Engineering Fracture Design. Academic Press, New York, San Francisco, London 1969, ISBN 978-0-12-449704-7, S. 455.
- Harold Liebowitz (Hrsg.): Fracture. An Advanced Treatise. Vol. VI: Fracture of Metals. Academic Press, New York, San Francisco, London 1969, ISBN 978-0-12-449706-1, S. 505.